# Пузе, Пьер-Шарль
Пьер Шарль Пузе (фр. Pierre Charles Pouzet; 1766—1809) — французский военный деятель, бригадный генерал (1807 год), барон (1808 год), участник революционных и наполеоновских войн.

## Биография
Родился в семье дубильщика Шарля Пузе (фр. Charles Pouzet; 1728—1790) и его супруги Жанны Брюне (фр. Jeanne Brunet; 1737—1772)/
11 февраля 1782 года в качестве добровольца поступил на военную службу в Шампанский пехотный полк. 4 марта 1788 года был назначен квартирмейстером, а 10 октября 1791 года повышен до звания старшего сержанта. Он служил в 1792 году в Альпийской армии, затем его роту 21 июля 1793 года переводят в 1-й батальон гренадеров Армии Восточных Пиренеев, где Пузе выполняет функции инструктора по строевой подготовке. На этой должности он познакомился, подружился и обучил многих добровольцев из Жера, в том числе Ланна, Банеля и Сюберви. Позднее Ланн приписывал своё первое повышение превосходному обучению Пузе и всегда был благодарен двум оставшимся друзьям до самой смерти. 25 июля 1793 года его назначают лейтенант-квартирмейстером, затем старшим адъютантом 15 августа того же года. Он был ранен выстрелом в правую ногу во время осады форта Святого Эльма, и штыком в правую руку при штурме Вильлонга 7 декабря 1793 года.
25 декабря 1793 года, товарищи выбирают его капитаном, и в тот же день он становится адъютантом генерала Банеля. За свои действия при Сан-Себастьяне и Эсколе 17 и 20 ноября 1794 года он заслужил самые лестные похвалы от главнокомандующего Периньона, который производит его в командиры батальона 25 февраля 1795 года. Это повышение было подтверждено Директорией 31 июля 1796 года. 16 августа 1796 года возглавил 3-й батальон 14-й полубригады линейной пехоты, часть, с которой он проделал кампании в Италии с 1796 года по 1800 год.
23 сентября 1800 года, Первый консул поручил ему в командование батальон пеших егерей Консульской гвардии. 28 июля 1803 года был произведён в полковники штаба.
5 октября 1803 года возглавил 10-й полк лёгкой пехоты, который был частью 1-й пехотной дивизии Сент-Илера в лагере Сент-Омер, который был частью Армии Берегов Океана.
29 августа 1805 года дивизия стала частью 4-го армейского корпуса маршала Сульта Великой Армии. Участвовал в походах в Баварии, Австрии, Пруссии и Польше. Блестяще проявил себя в битве при Аустерлице 2 декабря 1805 года. Когда дивизия Сен-Илера захватила плато, они были временно изолированы и подверглись ожесточённой атаке союзников, полных решимости уничтожить их. После двадцати минут противостояния, союзники на мгновение отступили, чтобы перестроиться и атаковать. В этот момент генерал Сент-Илер сказал своим командирам: «Это становится невыносимым, и я предлагаю, джентльмены, занять позицию в тылу, которую мы можем защитить». Прежде чем кто-либо успел ответить, Пузе вмешался: «Отведите нас, мой генерал... Если мы сделаем шаг назад, мы пропали. У нас есть только один способ уйти отсюда с честью — опустить головы и атаковать всех впереди нас и, прежде всего, не дать нашему противнику времени сосчитать нашу численность». Решительные слова Пузе позволили французам удержать свои позиции на этой ключевой позиции на поле боя. Где-то в разгар этого боя Пузе был ранен картечью в левое бедро. После сражения Наполеон устроил смотр полку и выразил удовлетворение 10-му и его командиру. Указом Императора от 25 декабря 1805 года стал Комманданом Почётного легиона, член коллегии выборщиков департамента Вьенна от 20 августа 1806 года. 14 октября 1806 года в битве при Йене, он во главе своего полка захватил батарею противника, и получил серьёзный ушиб левой ноги в результате падения с лошади.
8 февраля 1807 года, в битве при Прейсиш-Эйлау, под ним была пулей убита лошадь, а сам он получил новый синяк на той же ноге. За свои действия он был произведён в бригадные генералы 10 февраля 1807 года.
8 октября 1808 года в Эврё женился на Адель Ле Мерсье де Пьермон (фр. Adèle Le Mercier de Pierremont 1786—1828).
18 октября 1808 года принял командование 2-й бригадой (58-й и 75-й линейные полки) 1-й пехотной дивизии генерала Себастьяни 4-го корпуса Армии Испании.
29 марта 1809 года он был призван в Армию Германии, в качестве командира 1-й бригады пехотной дивизии генерала Луи Сент-Илера. Пузе был убит шальной пулей в лоб в Эберсдорфе в ходе битвы при Эсслинге 22 мая 1809 года, когда разговаривал со своим старым другом маршалом Ланном. Через несколько минут Ланн также был тяжело ранен пушечным ядром и скончался через 9 дней.

## Воинские звания
- Солдат (11 февраля 1781 года);
- Фурьер (4 марта 1788 года);
- Старший сержант (10 октября 1791 года);
- Лейтенант (25 июля 1793 года);
- Капитан (25 декабря 1793 года);
- Командир батальона (25 февраля 1795 года, утверждён 31 июля 1796 года);
- Полковник штаба (28 июля 1803 года);
- Бригадный генерал (10 февраля 1807 года).

## Титулы
- Барон Сен-Шарль и Империи (фр. baron Saint-Charles et de l'Empire; декрет от 19 марта 1808 года, патент подтверждён 26 октября 1808 года в Париже)[2][3].

## Награды
Легионер ордена Почётного легиона (11 декабря 1803 года)
 Офицер ордена Почётного легиона (14 июня 1804 года)
 Коммандан ордена Почётного легиона (25 декабря 1805 года)